# 戈爾諾普利河

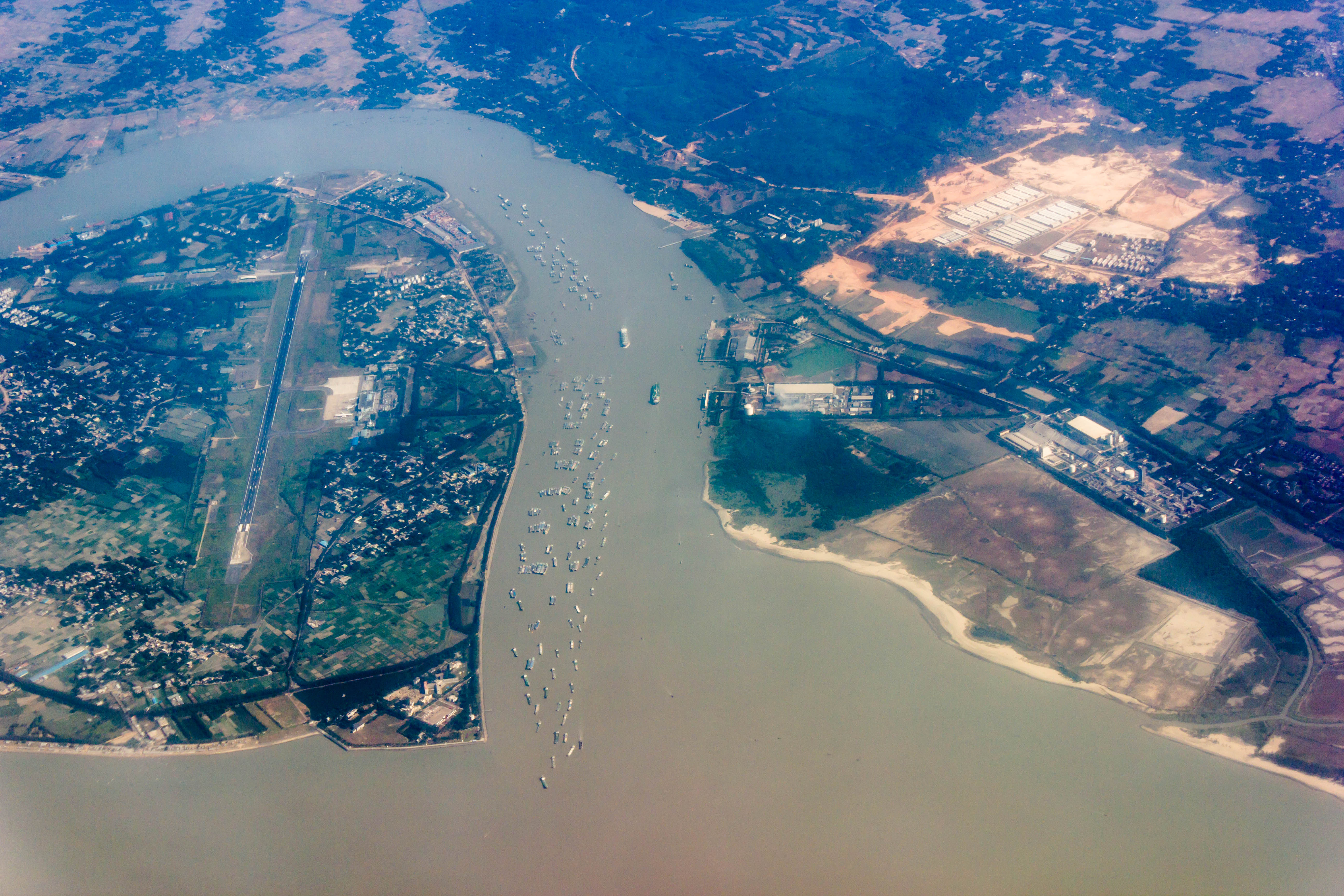

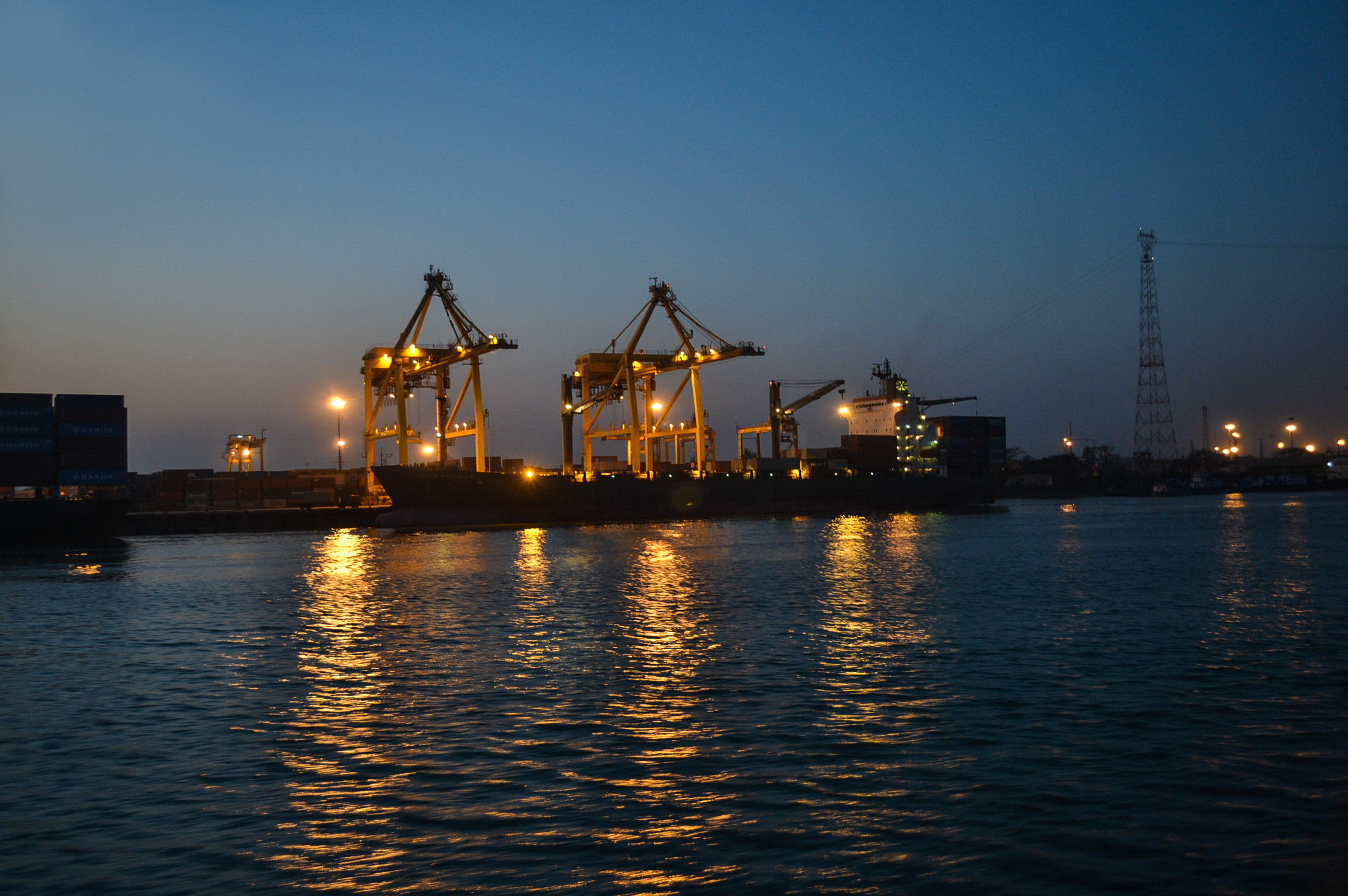

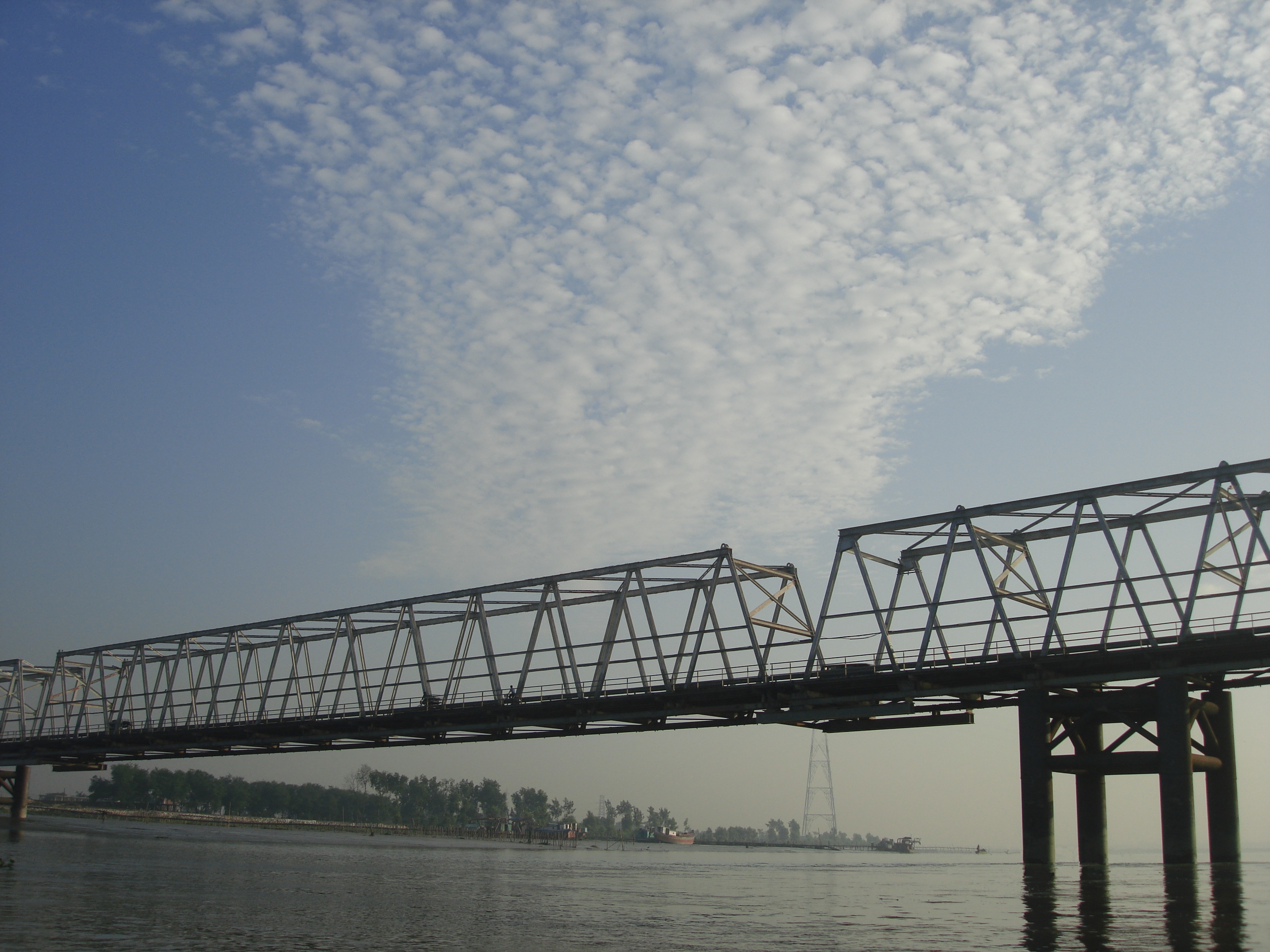

戈爾諾普利河是南亞的河流，河道全長270公里，發源自印度的米佐拉姆邦，流經孟加拉東南部，最終注入孟加拉灣，河畔城鎮有吉大港市。戈爾諾普利河是恆河豚的棲息地。雲鰣曾經是常見的魚類，但因為河水的污染而幾乎絕跡。